# Máscara de soldar

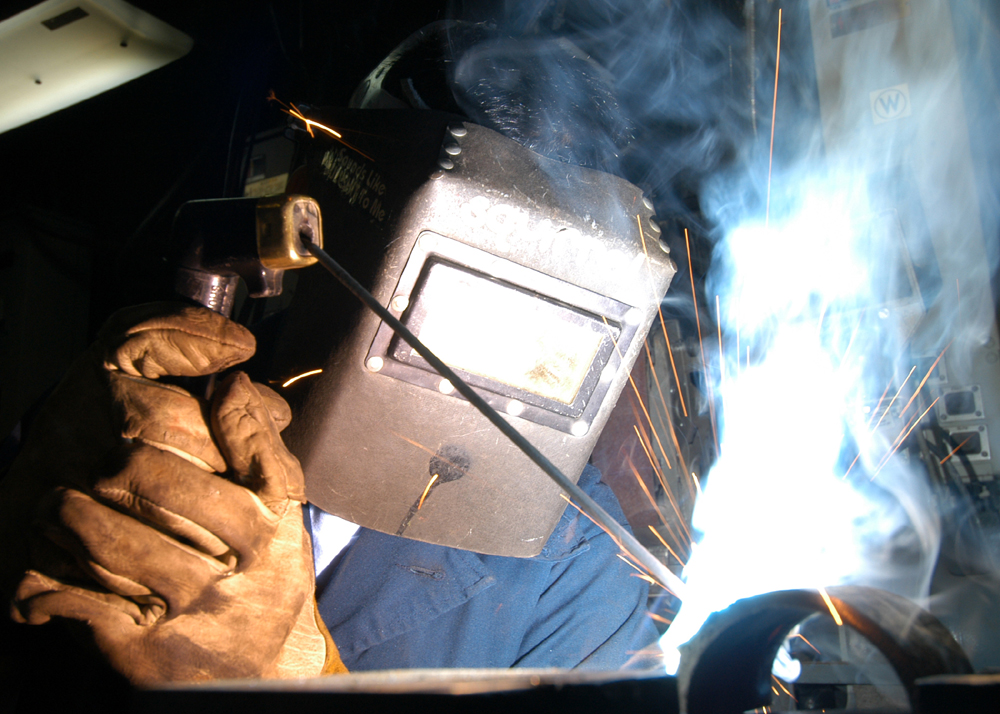
Máscara de soldadura clásica.

Una máscara de soldar es un tipo de equipo de protección individual que se utiliza cuando se realizan ciertos tipos de soldadura para proteger los ojos, la cara y el cuello del soldador, la luz ultravioleta, las chispas, la luz infrarroja, y el calor.

## Uso
Las máscaras de soldar son generalmente utilizadas en procesos de soldadura eléctrica como la soldadura por electrodo revestido, la soldadura TIG, y la soldadura por arco. Son necesarias para prevenir una quemadura de la còrnea o queratitis, afección dolorosa donde la córnea se inflama, así como para prevenir las quemaduras de la retina, que pueden provocar una pérdida de visión. Ambas afecciones son debidas a una exposición no protegida a los rayos ultravioleta e infrarrojos altamente concentrados, emitidos por la soldadura de arco.  Las emisiones ultravioleta del arco de soldadura también pueden dañar la piel descubierta, en un periodo relativamente corto de soldadura, causando una reacción similar al exceso de sol. Aparte de la radiación, los gases o las chispas también pueden ser un peligro para la piel y los ojos.
El máscara de soldar moderna utilizada hoy en día, fue introducida por primera vez en 1937 por Willson Products.
La mayoría de las máscaras de soldar incluyen una ventana cubierta con un filtro oscuro, a través del cual lo soldador puede ver la soldadura activa. En líneas generales, la ventana puede estar hecho de cristales tintados, plásticos tejidos o un filtro de densidad variable a partir de un par de lentes polarizadas.
Una flameada se produce cuando se ve la luz que emite la soldadura directamente sin equipo de protección. Los síntomas son: ardor en los ojos y dificultad de enfoque.

## Casco de soldar electrónico

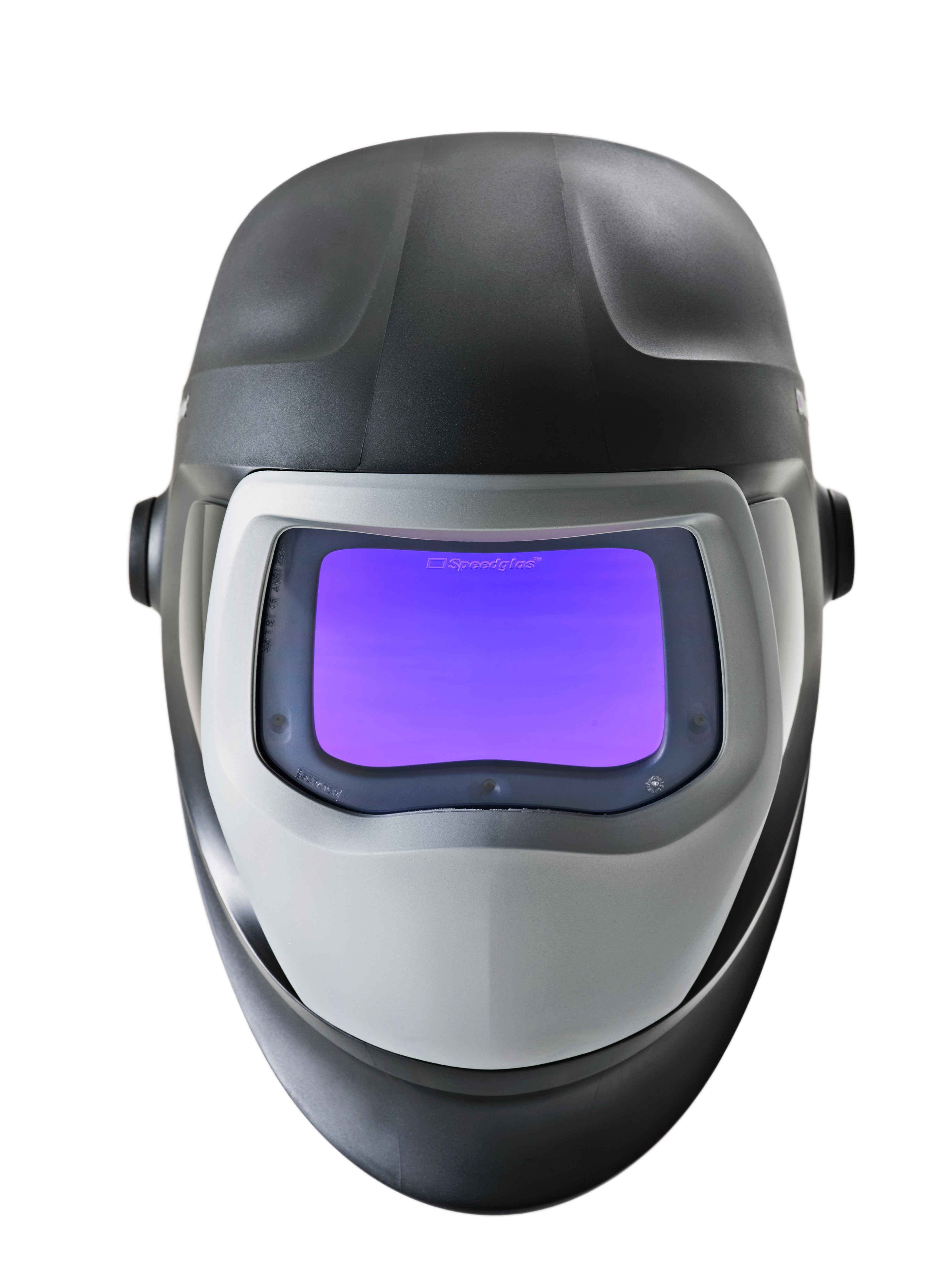
Casco de soldar electrónico.

En 1981, el fabricante sueco Hornell International introdujo un obturador electrónico con LCD que se oscurece automáticamente cuando los sensores detectan la brillantez  del arco de soldadura, se comercializó como Speedglas Auto-Darkening Filter.
Con estos cascos electrónicos de oscurecimiento automático, el soldador ya no tiene que estar preparado mirando el punto a soldar, bajar la máscara sobre la cara y entonces tocar el punto para hacer saltar el arco. La ventaja es que el soldador no necesita ajustar la posición de la máscara manualmente y no solamente ahorra tiempo, sino que también reduce el riesgo de exposición a la luz nociva generada por el proceso de soldadura.
En enero de 2004, 3M adquirió todos los activos de Hornell, incluyendo la marca y patentes de cascos de automóvil de Adflo y Speedglas. Los cascos Speedglas pasaron venderse bajo la marca 3M.

## Estándares ANSI
En los Estados Unidos, el estándar de la industria para cascos de soldadura es ANSI Z87.1 +, que especifica el rendimiento de una gran variedad de dispositivos de protección ocular. El estándar requiere que los cascos de oscurecimiento automático proporcionen protección completa contra UV y IR, incluso cuando no están en estado oscuro. El estándar es de aplicación voluntaria, de forma que los compradores tienen que confirmar que el casco es compatible con ANSI Z87.1 (indicado por el etiquetado adecuado).

## Seguridad
Todos los cascos y máscaras de soldar son susceptibles de daños como por ejemplo grietas que pueden comprometer la protección de los rayos ultravioleta e infrarrojos. Además de proteger los ojos, el casco protege la cara de las chispas de metal caliente generadas por el arco y del daño UV. Cuando se suelda por encima del cabo, se utiliza una gorra especial o un casco y una tapa para la espalda para evitar las quemaduras en cabeza y espalda .